# Liste der Mitglieder des Landtages (Freistaat Lippe) (2. Wahlperiode)
Liste der Mitglieder der 2. Wahlperiode des lippischen Landtages 1921–1925, gewählt in der Landtagswahl in Lippe 1921.

## Mitglieder
| Name                  | Partei                        | Listenplatz | Anmerkung |
| --------------------- | ----------------------------- | ----------- | --- |
| Hermann Albert        | SPD                           | 6           | |
| Walter Baumgarten     | DNVP                          | 5           | |
| Gustav Biesemeier     | Gewerkschaftsliste Biesemeier | 1           | |
| August Brauns         | SPD                           | 7           | |
| Hermann Danjes        | DVP                           | 2           | |
| Heinrich Diestelmeier | SPD                           | 9           | |
| Heinrich Drake        | SPD                           | 1           | Wurde erneut Mitglied des Landespräsidiums. Nachrücker wurde Heinrich Diestelmeier                                   |
| Otto Frerk            | DVP                           | 5           | War vom 14. März 1921 bis zum 9. Juli 1921 für Richard Müller Abgeordneter                                           |
| Simon Grothof         | SPD                           | 10          | |
| Marie Kraft           | SPD                           | 3           | |
| Simon Kreiling        | DNVP                          | 2           | |
| Wilhelm Krieger       | DNVP                          | 3           | |
| Ernst Kuhlemann       | SPD                           | 4           | |
| Friedrich Kuhlemeier  | DDP                           | 2           | |
| Wilhelm Kuhlmann      | DNVP                          | 4           | |
| Clara Lüken           | DVP                           | 4           | |
| Wilhelm Meier         | SPD                           | 5           | Landtagspräsident |
| August Meyer          | DNVP                          | 1           | |
| Richard Müller        | DVP                           | 1           | War vom 14. März 1921 bis zum 9. Juli 1921 Mitglied des Landespräsidiums. Abgeordneter in dieser Zeit war Otto Frerk |
| Adolf Neumann-Hofer   | DDP                           | 1           | Wurde erneut Mitglied des Landespräsidiums. Nachrücker wurde Hermann Rottmann                                        |
| Hermann Rottmann      | DDP                           | 3           | Nachrücker für Neumann-Hofer                                                                                         |
| August Schmuck        | SPD                           | 2           | Wurde am 14. Juni 1921 Mitglied des Landespräsidiums. Nachrücker wurde Simon Grothof                                 |
| Arnold Theopold       | DVP                           | 3           | |
| August Tölle          | SPD                           | 8           | |
| August Wehrmann       | SPD                           | 11          | |